# Lista över Skånes runinskrifter
Detta är en lista över Skånes runinskrifter. Skåne som tillhört Danmark har signum DR och ett nummer (samt signum Sk). Därtill står runinskriftens namn och dess placering. Ristningar märkta med ett † är försvunna.

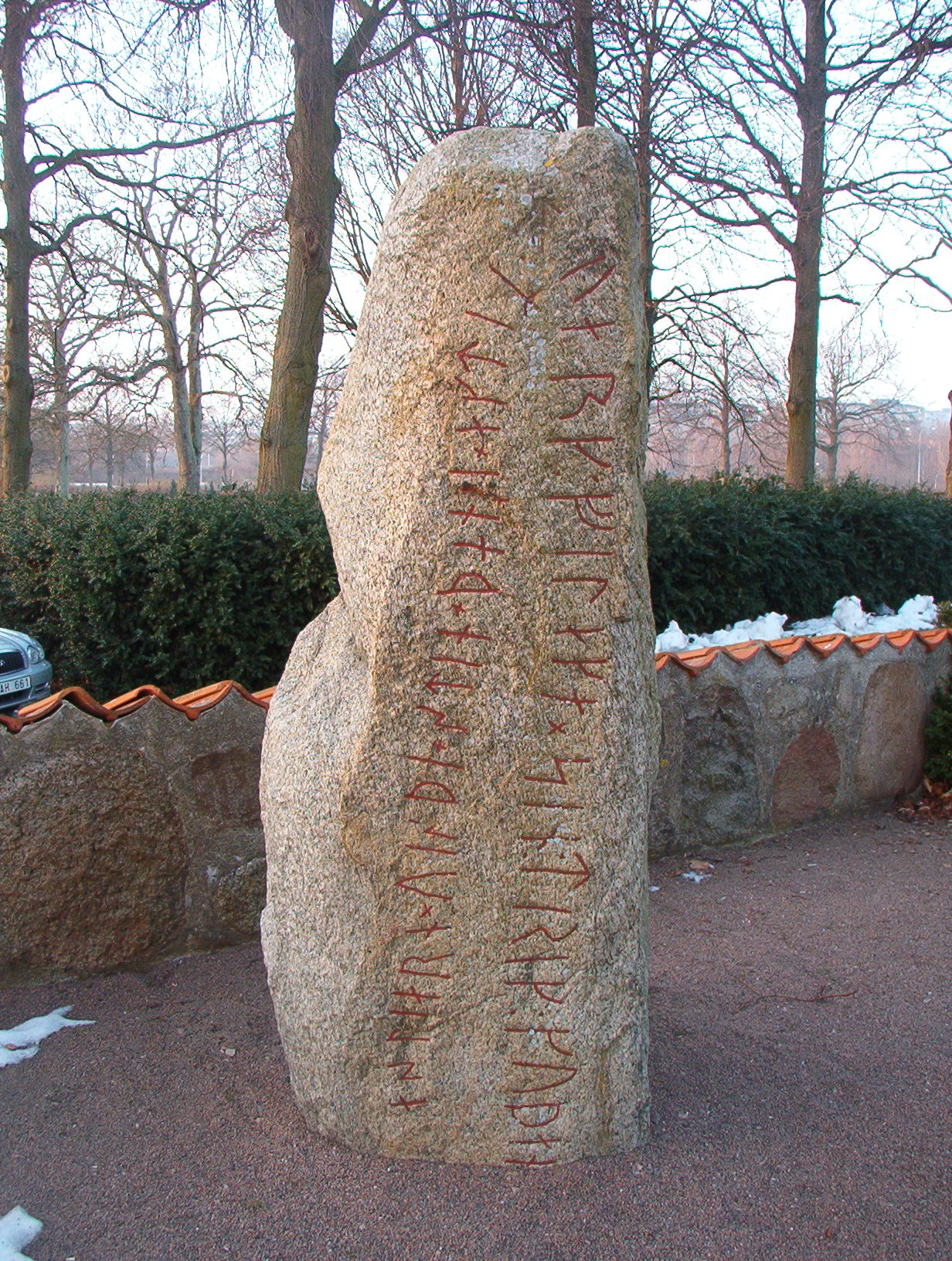
Fosiestenen

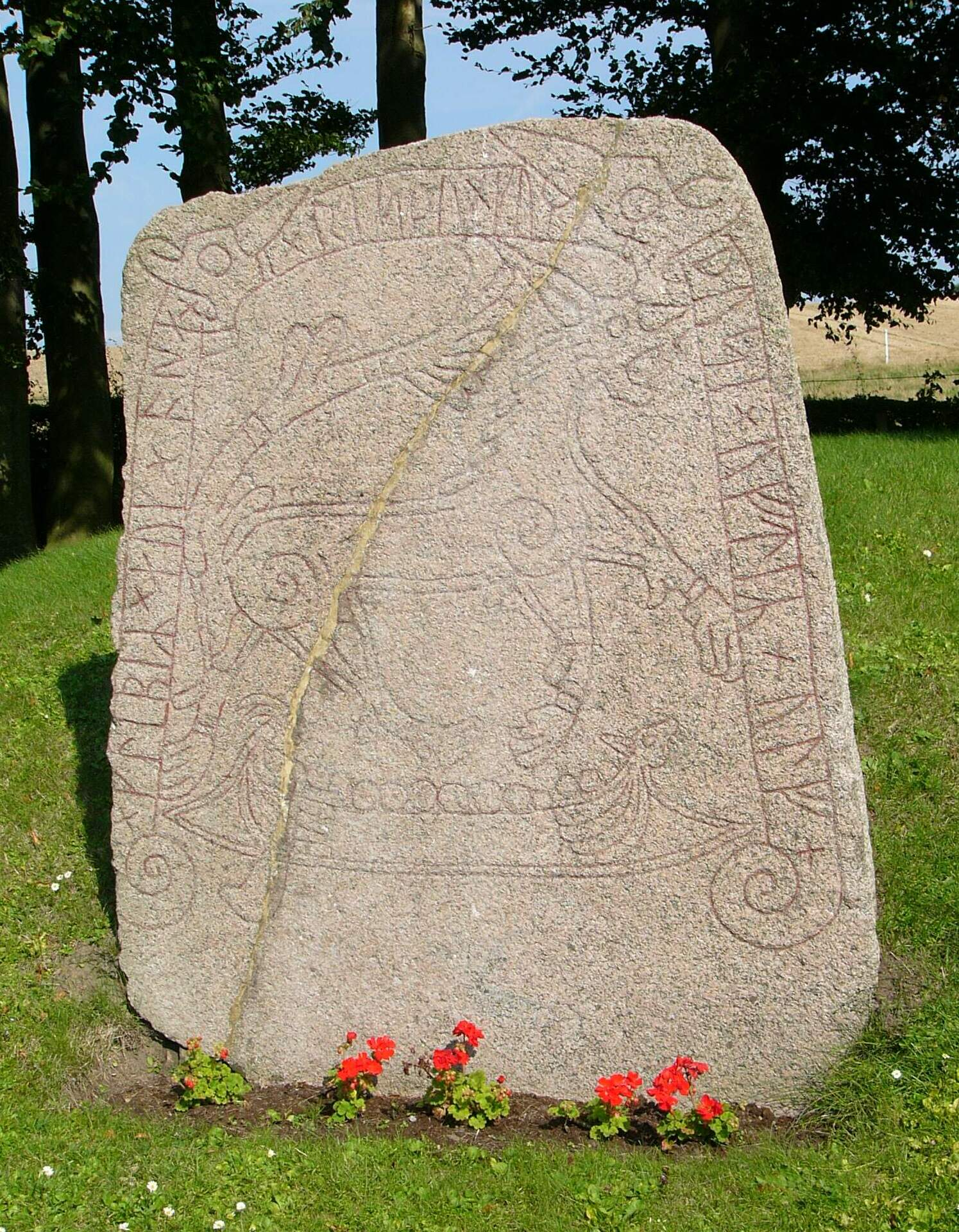
Tullstorpstenen

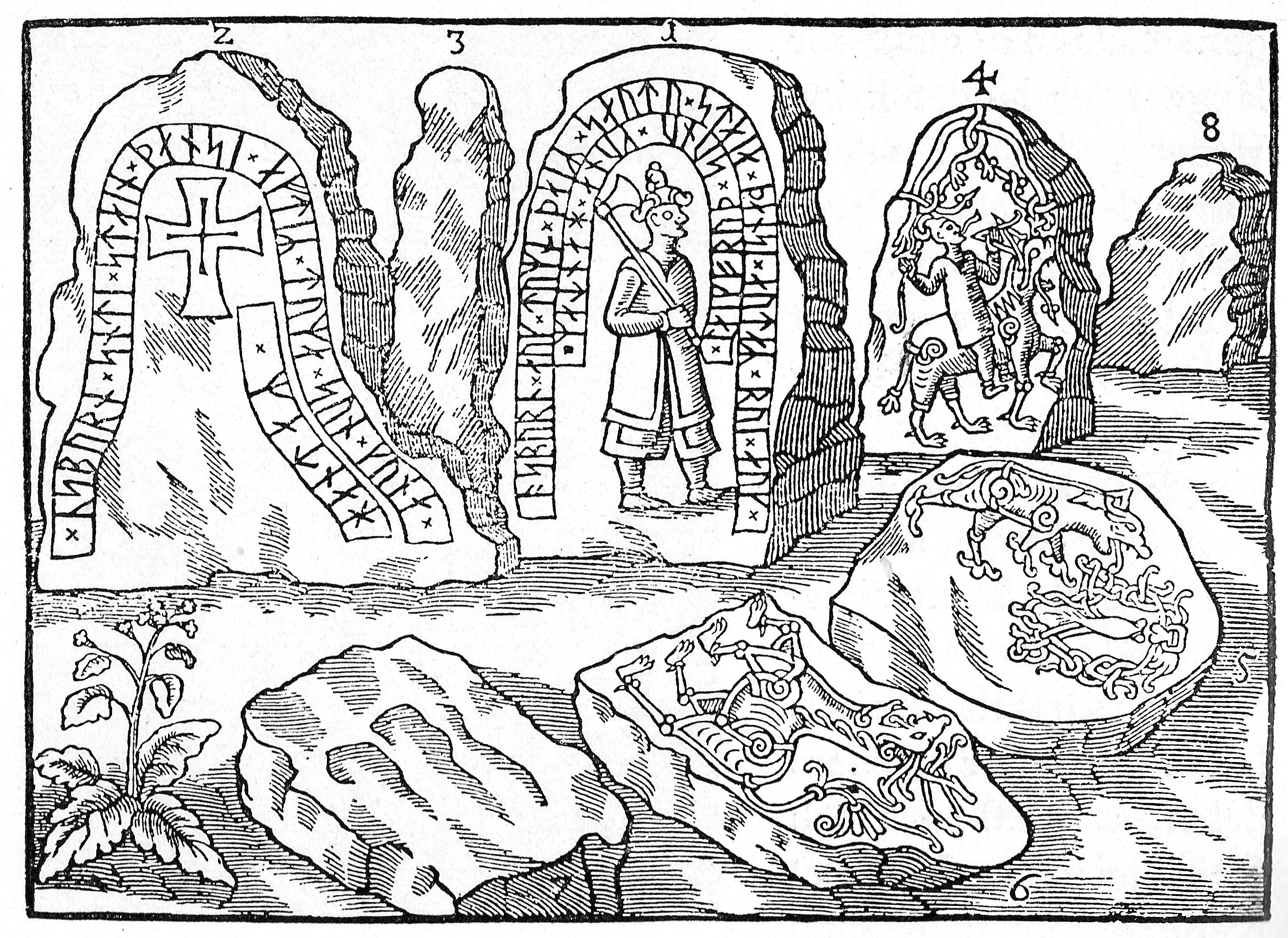
Hunnestadsmonumentet

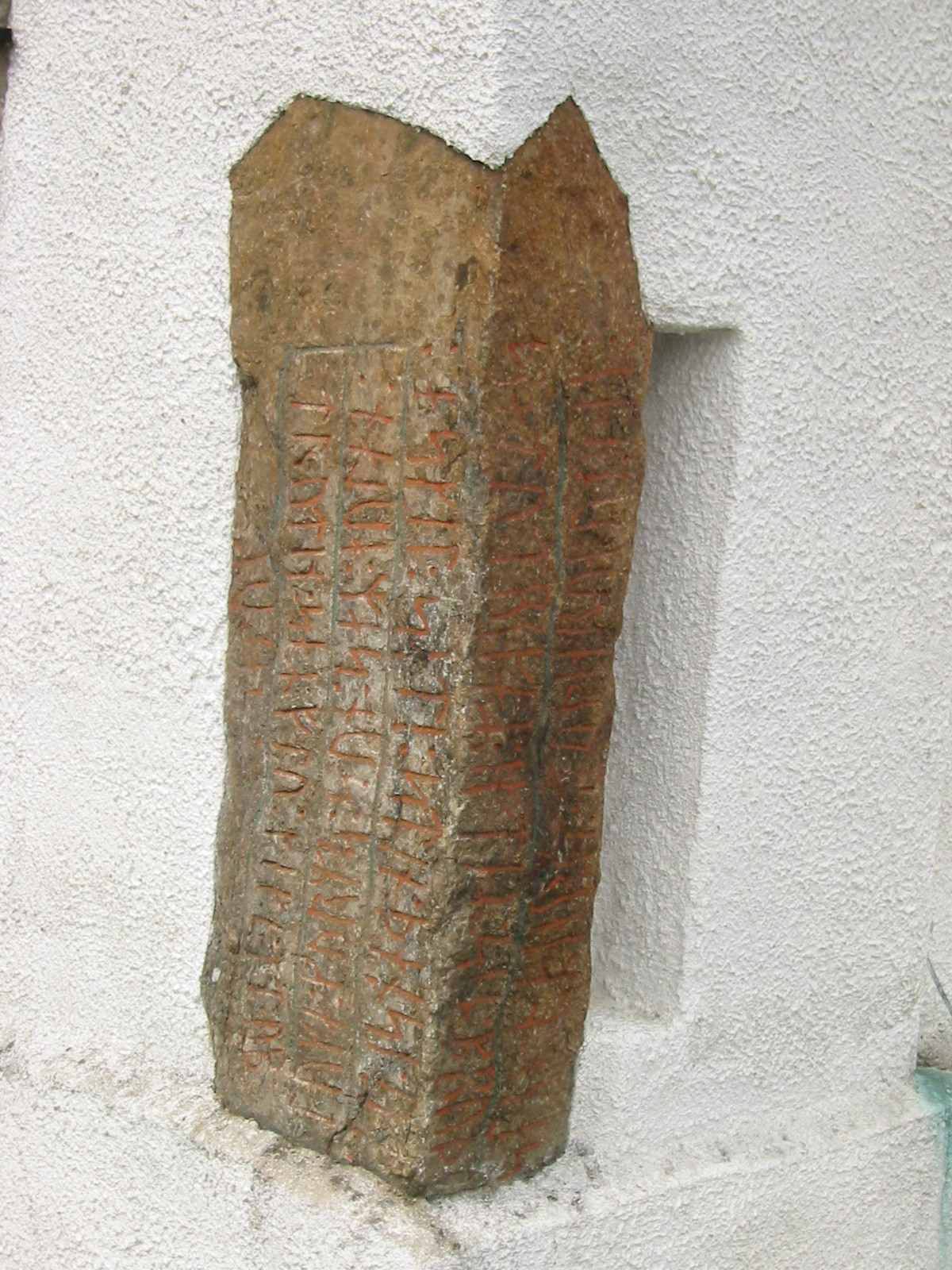
Hällestadstenen 1

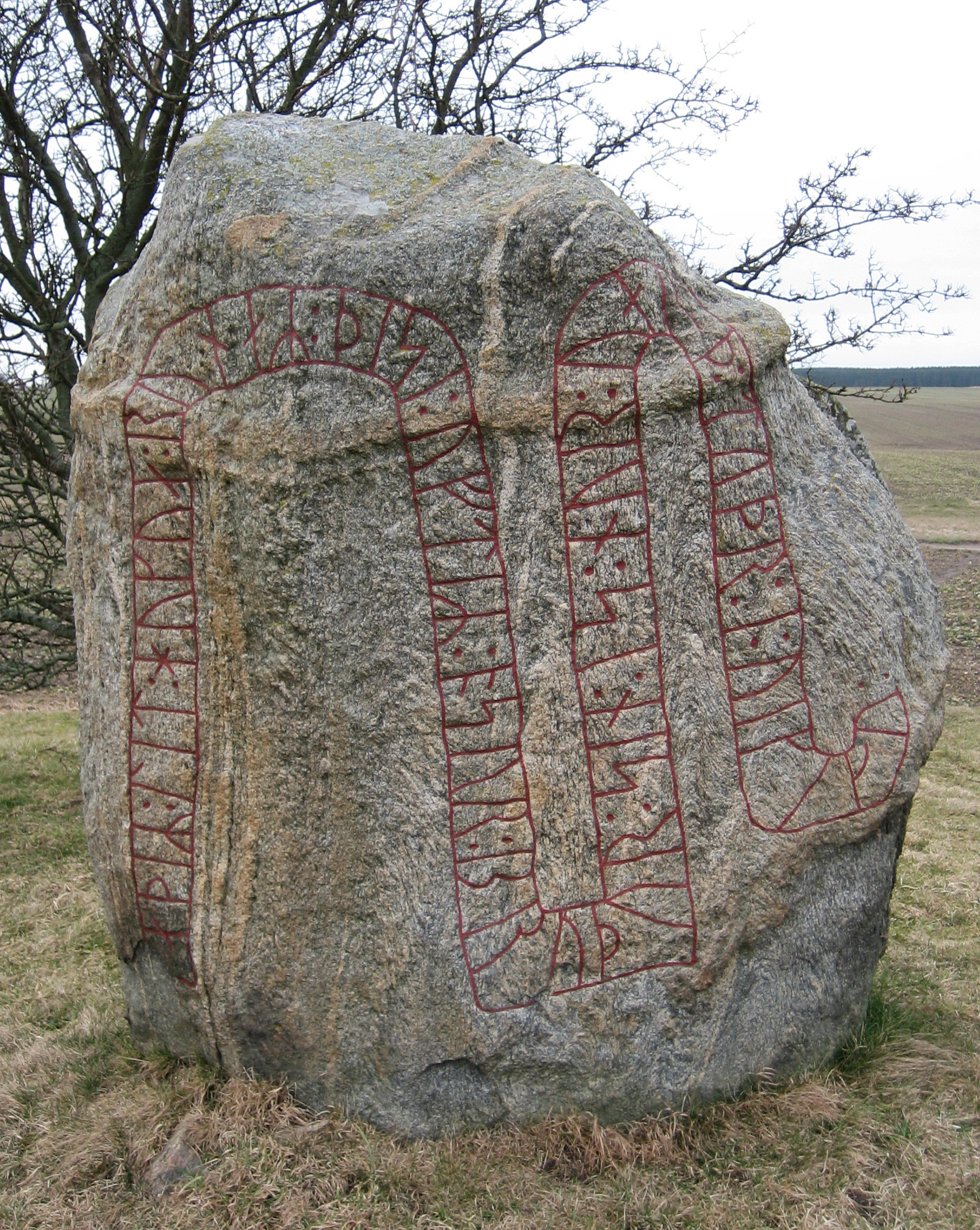
Västra Ströstenen 1

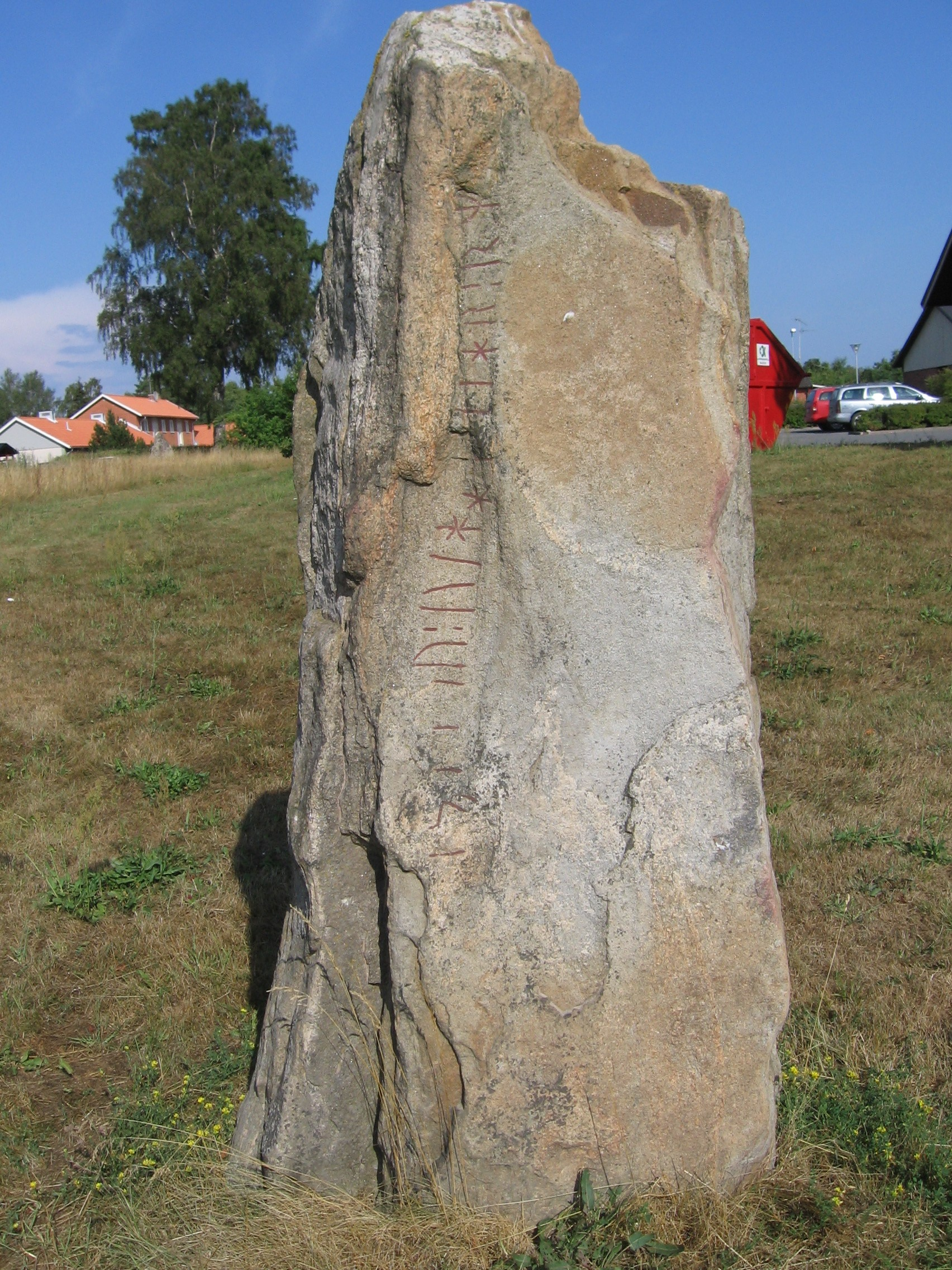
Färlövstenen

## 258-299
- DR 258, Bösarp-småstyckena, Bösarps socken, Skytts härad.
- DR 259, Fugliestenen 1, Fuglie socken, Skytts härad.
- DR 260, Fugliestenen 2, Fuglie socken, Skytts härad.
- DR 261, Lindholmenamuletten, Svedala socken, Oxie härad.
- DR 262, Fosiestenen, Fosie socken, Oxie härad.
- DR 263, Skabersjöspännet, Skabersjö socken, Bara härad.
- DR 264, Hybystenen 1, eller Vismarlövstenen,  Hyby socken, Bara härad.
- DR 265 †, Hybystenen 2, Hyby socken, Bara härad.
- DR 266, Uppåkrastenen, eller Hjärupstenen,  Uppåkra socken, Bara härad.
- DR 268, Östra Vemmenhögstenen, Östra Vemmenhögs socken, Vemmenhögs härad.
- DR 269, Källstorpstenen, tidigare Jordbergastenen,  Källstorps socken, Vemmenhögs härad.
- DR 270, Skivarpstenen, Runstenskullen i Lundagård, Lund.
- DR 271, Tullstorpstenen, Tullstorps socken, Vemmenhögs härad.
- DR 272 †, Svenstorpstenen 1, Svenstorps socken, Vemmenhögs härad.
- DR 273 †, Svenstorpstenen 2, Svenstorps socken, Vemmenhögs härad.
- DR 274 †, Hassle-Bösarpstenen, Hassle-Bösarps socken, Vemmenhögs härad.
- DR 275, Solbergastenen, Solberga socken, Vemmenhögs härad.
- DR 276, Örsjöstenen, Örsjö socken, Vemmenhögs härad.
- DR 277, Rydsgårdstenen, eller Södra Villiestenen, Villie socken, Ljunits härad.
- DR 278, Västra Nöbbelövstenen, Västra Nöbbelövs socken, Ljunits härad.
- DR 279, Sjörupstenen, Sjörups socken, Ljunits härad.
- DR 280, Skårbystenen 1, tidigare Gussnavastenen, Kulturen, Lund.
- DR 281, Skårbystenen 2, Skårby socken, Ljunits härad.
- DR 282, 283, 284, DR 285 och DR 286 †, Hunnestadsmonumentet, Kulturen, Lund.
- DR 287, Bjäresjöstenen 1, Bjäresjö socken, Herrestads härad.
- DR 288, Bjäresjöstenen 2, Bjäresjö socken, nu Kulturen i Lund.
- DR 289, Bjäresjöstenen 3, tidigare Bergsjöholmstenen.
- DR 290, Sövestadstenen 1, tidigare Krageholmstenen II,  Sövestads socken, Herrestads härad.
- DR 291, Sövestadstenen 2, tidigare Krageholmstenen I,  Sövestads socken, Herrestads härad.
- DR 292 † (?), Sövestadstenen 3.
- DR 293 †, Stora Herrestadstenen.
- DR 294, Baldringestenen, Baldringe socken, Herrestads härad.
- DR 295, Hällestadstenen 1, Hällestads kyrka, Hällestads socken, Torna härad.
- DR 296, Hällestadstenen 2, Hällestads kyrka, Hällestads socken, Torna härad.
- DR 297, Hällestadstenen 3, Hällestads kyrka, Hällestads socken, Torna härad.
- DR 298, Dalbystenen, tidigare Sjöstorpstenen, Kulturen, Lund
- DR 299 M †, numera förstörd kyrkklocka från Hardeberga kyrka, Hardeberga socken, Torna härad.

## 300-351
- DR 300, medeltida runben med otolkat chiffer, Lund.
- DR 314, Lundastenen 1, eller Lundagårdsstenen, Universitetsbiblioteket, Lund.
- DR 315, Lundastenen 2, flyttad 1829 till Köpenhamn, Danmark.
- DR 316, Norra Nöbbelövstenen, runstenskullen i Lundagård, Lund.
- DR 317, Vallkärrastenen, runstenskullen i Lundagård, Lund.
- DR 318 †, Håstadstenen, Håstads socken, Torna härad.
- DR 321, Västra Karabystenen, eller Ålstorpstenen, Västra Karaby socken, Harjagers härad.
- DR 323 †, Lilla Harriestenen, Lilla Harrie socken, Harjagers härad.
- DR 324, Stora Harriestenen, inbyggd i Stora Harrie kyrka, Stora Harrie socken, Harjagers härad.
- DR 325, Dagstorpstenen, Dagstorps socken, nu Kulturen i Lund.
- DR 328, Holmbystenen, Holmby socken, Frosta härad.
- DR 329, Gårdstångastenen 1, tidigare Östra Gårdstångastenen, Gårdstånga socken, Frosta härad.
- DR 330, Gårdstångastenen 2, runstenskullen i Lundagård, Lund.
- DR 331, Gårdstångastenen 3, runstenskullen i Lundagård, Lund.
- DR 333, Örjastenen, Örja socken, Rönnebergs härad.
- DR 334 - 335, Västra Strömonumentet,  Västra Strö socken, Onsjö härad.
- DR 336, Allerumstenen, Allerums socken, Luggude härad.
- DR 337, Vallebergastenen, Valleberga socken, Ingelstads härad.
- DR 338, Glemmingestenen, Glemminge socken, Ingelstads härad.
- DR 339, Stora Köpingestenen, Stora Köpinge socken, Herrestads härad.
- DR 340, Östra Hobystenen 1, Östra Hoby socken, Ingelstads härad.
- DR 341, Östra Hobystenen 2, Östra Hoby socken, Ingelstads härad.
- DR 343, Östra Herrestadstenen, Östra Herrestads socken, Ingelstads härad.
- DR 344, Simrisstenen 1, Simris socken, Järrestads härad.
- DR 345, Simrisstenen 2, Simris socken, Järrestads härad.
- DR 347, Norra Åsumstenen, Norra Åsums socken, Gärds härad.
- DR 350 M, Hästvedastenen, Hästveda socken, Östra Göinge härad.
- DR 351 †, Skånestenen

## Signum efter tidskrifter
- DR EM85;377, Älleköpingestenen, Åhus socken, Villands härad.
- DR EM85;462A, runristad benbit funnen i Lund.
- DR EM85,462B runristad benbit funnen i Lund.
- DR EM85;462D, runristad benbit funnen i Lund.
- DR EM85;463A, runristad benbit funnen i Lund.
- DR EM85;463B, runristad benbit funnen i Lund.
- DR EM85;466A, runristad benbit funnen i Lund.
- DR FV1968;282, Annelövstenen, Annelövs socken, Onsjö härad.
- DR FV1988;234A, ristat ben funnet i Lund.
- DR FV1988;234B, ristat ben funnet i Lund.
- DR FV1993;226, amulett funnen i Lund.
- DR NOR1998;20, Svenstorpsyxan, Stora Köpinge socken, Herrestads härad.
- DR NOR1998;21, Färlövstenen, Färlövs socken, Östra Göinge härad.
- DR EM85;128A, Gårdlösafibulan, Smedstorps socken, Ingelstads härad.
- DR EM85;432H, Lyngsjö kyrka, Lyngsjö socken, Gärds härad.

## Övriga
- Runinskriften i Hardeberga
- Hasslebrostenen (från mitten av 1800-talet)